# Municipio de Kapioma
El municipio de Kapioma (en inglés: Kapioma Township) es un municipio ubicado en el condado de Atchison en el estado estadounidense de Kansas. En el año 2010 tenía una población de 292 habitantes y una densidad poblacional de 2,37 personas por km².

## Geografía
El municipio de Kapioma se encuentra ubicado en las coordenadas 39°29′7″N 95°30′23″O / 39.48528, -95.50639. Según la Oficina del Censo de los Estados Unidos, el municipio tiene una superficie total de 122.97 km², de la cual 122,9 km² corresponden a tierra firme y (0,05 %) 0,06 km² es agua.

## Demografía
Según el censo de 2010, había 292 personas residiendo en el municipio de Kapioma. La densidad de población era de 2,37 hab./km². De los 292 habitantes, el municipio de Kapioma estaba compuesto por el 95,89 % blancos, el 1,03 % eran afroamericanos, el 0,68 % eran amerindios, el 0,68 % eran asiáticos, el 0,68 % eran de otras razas y el 1,03 % eran de una mezcla de razas. Del total de la población el 0,68 % eran hispanos o latinos de cualquier raza.